# Castle Hill (Nouvelle-Zélande)
 (février 2025).
Le contenu est difficilement compréhensible vu les erreurs de traduction, qui sont peut-être dues à l'utilisation d'un logiciel de traduction automatique.
Pour les articles homonymes, voir Castle Hill.
Castle Hill Village  est une localité de la région de Canterbury, située dans l’Île du Sud de la Nouvelle-Zélande

## Situation
C’est un village alpin dont la construction a débuté en 1982 dans le district de Selwyn et il est situé sur le trajet de la route State Highway 73/S H 73 (en).
Quand on circule à partir des plaines de Canterbury en direction des  Alpes du Sud, le village est localisé sur le côté gauche de la route juste après avoir traversé la rivière Thomas.
Elle est largement considérée comme l'épitomé des lieux d'escalade de l'île du sud de la Nouvelle-Zélande, où en un jour donné on peut trouver les rochers d'escalade sur une falaise unique de calcaire car à proximité se trouvent les structures rocheuses calcaires remarquables de Castle Hill  dont les  blocs ou boulders  sont localisés dans les limites de la " Kura Tawhiti Conservation Area .
La  Craigieburn (en) forme l’arrière-plan du paysage du site

## Toponymie
Les collines ont été dénommée en raison de la série imposante de bloc de calcaires dans le secteur qui sont une évocation d'un vieux chateau en ruines. 
La façade de la Cathédrale anglicane de Christchurch fut construite avec des blocs de calcaires provenant de Castle Hill. 

## Histoire
Durant le temps de la ruée vers l’or de la West Coast, c’est-à-dire au milieu des années 1860, un hôtel fut construit le long de la « route des diligences », qui est maintenant la route ‘State Highway 73’; 
Des traces de l’hôtel de Castle Hill peuvent être retrouvées immédiatement à l’opposé du village de  Castle Hill.
Le trafic des diligences a disparu quand la ligne de chemin de fer de la  ligne de Midland Line fut étendue vers le col d'Arthur  juste avant la première guerre mondiale. 
Ceci entraîna l’effondrement des bases financières et de la fortune de l’hôtel.
La station fut établie par les frères  Porter et plus tard la propriété des frères John et Charles Enys.
John Enys était considéré initialement comme entomologiste,spécialiste des insectes et amis de l'écrivain Samuel Butler.
Après une subdivision des terres à partie du haut pays, la « station de sport d’hiver Castle Hil» fut créée en 1981 par John Reid, qui commença la fondation du village en 1982.
Reid vendit plus tard les terres restantes à l’exception des terrains à l’opposé du village pour y faire un parcours de golf de 9 trous.

## Aujourd’hui
En 2014, il y avait 126 maisons dans le village. 

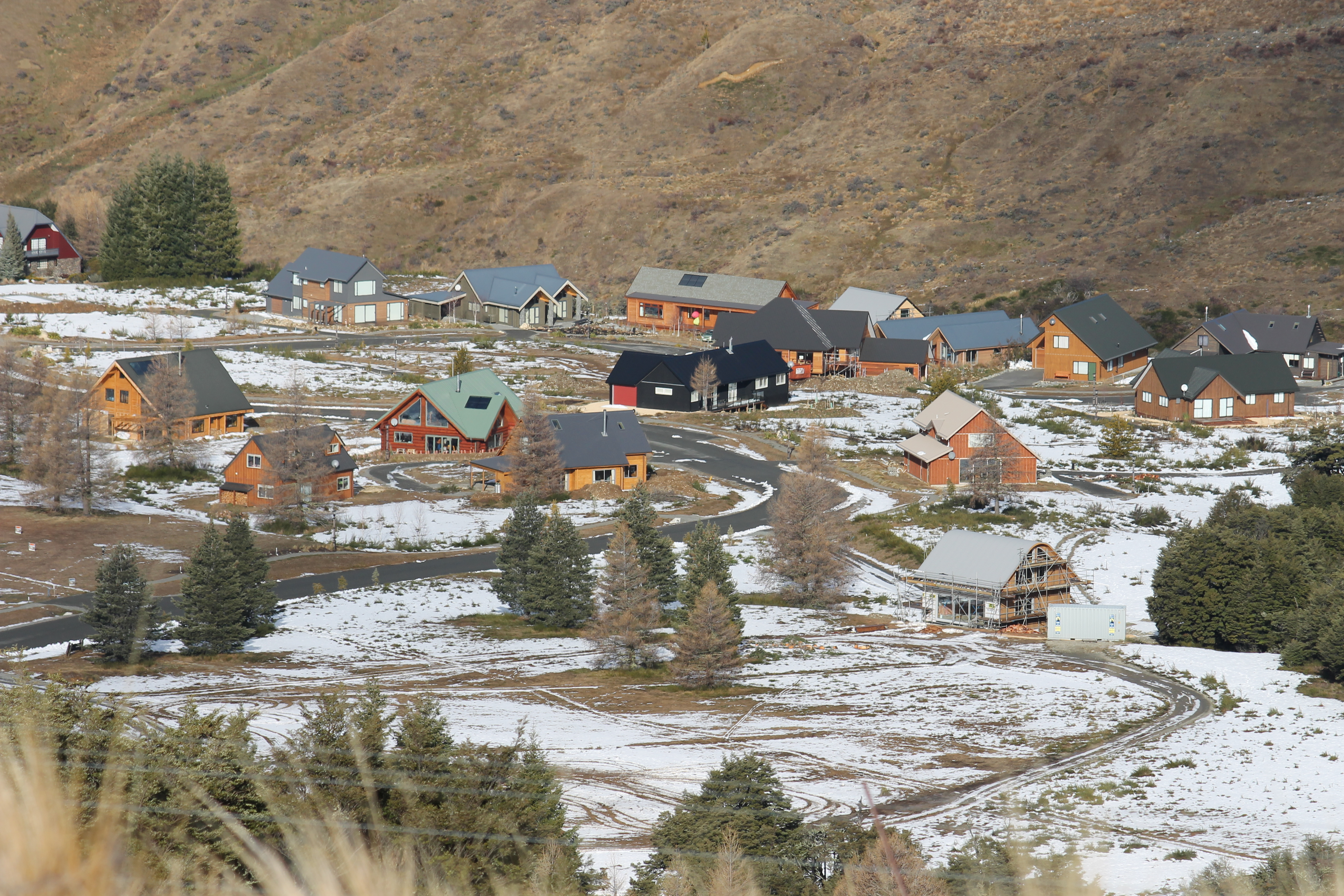
Le village de Castle Hill en juin 2012

La plupart sont des résidences secondaires, mais certaines ont néanmoins des résidents permanents, comprenant Reid lui-même, qui vit toujours là. 
Un service de bus scolaire de jour circule en direction de la ville de Springfield, à juste un peu plus de 30 km de Castle Hill Village.
Il n‘y a pas d’autres installations publiques que des toilettes publiques dans la salle des fêtes et un terrain de jeux pour les enfants .
Le district de Selwyn a émis des règles de construction particulières dans le cadre des plans du district pour le village de Castle Hill, pour en préserver le caractère alpin  .